# 高田昌也
高田 昌也（たかだ まさや、1957年〈昭和32年〉 - ）は、日本の新聞記者。岡田元也と岡田克也の実弟。公益財団法人イオン環境財団評議員。

## 経歴
1957年に岡田卓也（のちのイオン創業者）の三男・岡田昌也として三重県で生まれる。
母の実家高田家の養子となる（この時、岡田より改姓した）。中日新聞社入社後は東京新聞政治部長や、中日新聞社の編集局長などを務め、現在は株式会社中日新聞社東京本社編集委員。

## 家族・親族
祖父はイオングループ先々代の岡田惣一郎、伯母はジャスコ元常務の小嶋千鶴子、義理の叔父は慶應義塾大学名誉教授の速水融（東畑精一・東畑謙三の甥）。長兄は岡田元也。次兄は岡田克也。